# Morschwiller-le-Bas
Morschwiller-le-Bas es una localidad y comuna francesa, situada en el departamento de Alto Rin, en la región de Alsacia.

## Demografía
| 1910 | 1920 | 2122 | 2206 | 2445 | 2606 |
| Para los censos de 1962 a 1999 la población legal corresponde a la población sin duplicidades (Fuente: INSEE [Consultar]) |      |      |      |      |      |